# 양웅 (수호전)

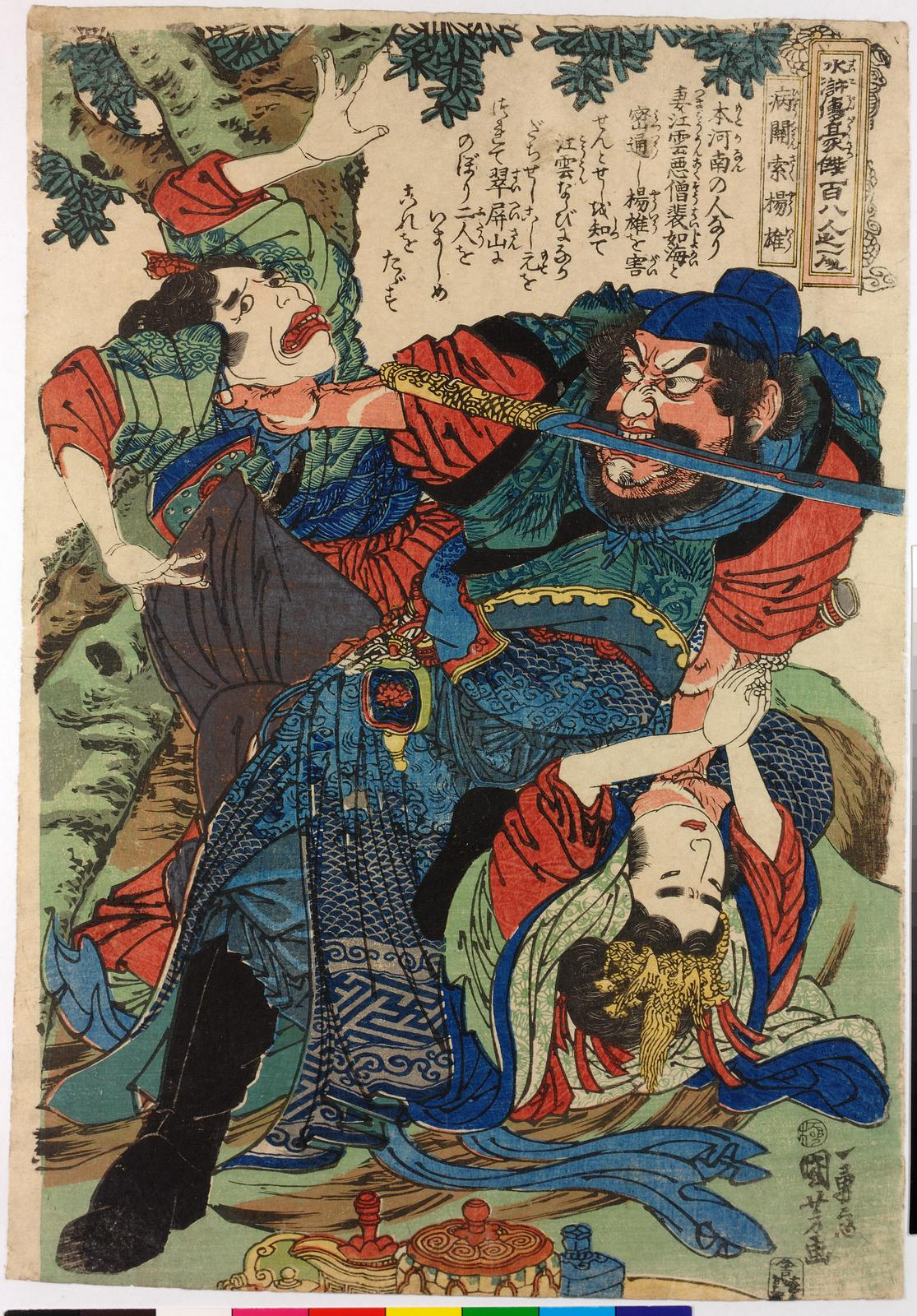

양웅(楊雄)은 중국의 사대기서(四大奇書) 중 하나인 《수호전》(水滸傳)에 등장하는 인물로, 108성 중 32위이자 천강성(天罡星)의 천뢰성(天牢星)에 해당한다. 삼국지연의에 등장하는 인물인 관색보다 무예가 뛰어나다하여 병관색(病關索)이라는 별호로 불린다. 석수와는 의형제를 맺었다.

## 생애
원래 계주의 감옥 관리로 사형수 참수를 담당하는 회자수였다. 과부 반교운과 결혼을 하고 1년 남짓 지났을 무렵에 참형 집행을 마친 뒤 불량배 장보 등에게 얽히다가 지나가던 나무꾼 석수에게 구출 된다. 양웅과 석수 두 사람은 금세 의기투합해 의형제를 맺었다. 양웅이 29세, 석수가 28세였기 때문에 양웅이 형이 되었다. 양웅은 자기 집에 석수를 초대해 그대로 살게 한다. 석수는 양웅의 장인어른인 반 노인의 권유로 정육점을 시작했는데, 어느 때 양웅의 아내 반교운이 죽은 전 남편의 공양을 드리던 승려인 배여해와 불륜 관계에 있음을 알고 양웅에게 충고한다. 그러나 양웅은 아내 반교운의 말을 믿고 석수를 내쫓았다. 석수는 잠자코 양웅의 집을 떠나지만 몸을 숨기고 불륜의 증거를 찾아 배여해를 살해했다. 석수의 충고가 옳음을 새삼 이해한 양웅은 석수 앞에서 아내에게 진실을 고백하게 한 뒤 자신의 칼로 아내를 죽이고 석수에게 사과한다. 우연히 그 광경을 목격하고 있던 도둑 시천과 함께 셋이서 석수가 아는 대종이 있는 양산박에 들어가기 위해 양산박으로 간다.
그러나 양산박으로 가는 길에 있던 축조봉의 축가장에서 시천이 닭을 훔치면서 붙잡힌다. 축가장의 이웃 마을 이가장의 주인인 이응을 섬기던 두흥에게 부탁해 시천의 석방을 청하지만 축가장은 이를 묵살, 다음 이응이 직접 축가장으로 가서 부탁을 하지만 오히려 이응을 부상입히고 만다. 부득이 양웅과 석수는 양산박 수령 조개에게 구원을 청하였다. 조개는 시천의 도둑질에 격분하지만 부수령 송강이 거두었고, 송강이 양산박군을 이끌고 축가장으로 출진하였다. 양웅도 물론 이에 합세해서 고전 끝에 축가장을 쳐부수었다.
석수와 함께 양산박에 들어간 뒤에는 많은 전투에 출진하였고, 그 외 화주에서는 지사를 속이기 위한 칙사 일행 중 한 명으로 둔갑하였다. 노준의를 패거리로 끌어들이기 위한 작전에서는 석수와 함께 북경 대명부로 정찰을 나갔다가, 덤벼든 연청에게 석수가 쓰러지자 이를 되갚아 연청을 쓰러뜨리고 연청에게 사정을 들은 후 양산박으로 데려갔다. 노준의와 석수를 구출하는 작전에서는 유당과 함께 관리로 둔갑해 잠입한다.
양산박의 108명이 모인 후에는 양산박 보군 두령의 제7위로 보병을 이끈다. 이후에도 요나라와의 전투에서는 하중보를 쓰러뜨리는 데 가담하고, 왕경전에서는 왕경의 매형 단오를 물리치는 등 활약. 그러나 방랍과의 싸움 중 척후에 나선 석수가 방만춘의 복병에게 사살되고 만다. 의동생 석수를 잃은 양웅은 다른 양산박 호걸들과 방랍의 반란을 진압하고 동경 개봉부로 개선하던 중 항주에 주둔하던 때에 등창이 생겼고, 등창으로 인해 사망하고 만다.